# دومينيكو يفبفر
دومينيكو يفبفر (بالفرنسية: Dominique Lefebvre)‏ (4 فبراير 1961 فالنسيان فرنسا - ) هو لاعب كرة قدم فرنسي، يلعب كلاعب وسط.

## وصلات خارجية
- دومينيكو يفبفر على موقع قاعدة بيانات كرة القدم.إي يو (الإنجليزية)
- دومينيكو يفبفر على موقع عالم كرة القدم.نت (الإنجليزية)